# Walter Bondy
Walter Bondy (28. prosince 1880 Praha – 17. září 1940 Toulon) byl česko-rakouský malíř židovského původu. Byl členem umělecké skupiny Berlínská secese (Berliner Secession). Byl známý zejména svými krajinomalbami a zátišími.

## Život
Narodil se v židovské průmyslnické rodině v Praze, ale rodina se přestěhovala do Vídně, ještě když byl miminko. Ve Vídni pak vyrůstal. Jeho otec a rovněž pražský rodák Otto Bondy zde od roku 1904 provozoval továrnu na kabely. Jeho sestra Antoinelle se později stala manželkou filozofa Ernsta Cassirera.
Kolem roku 1900 odešel Walter do Berlína studovat malířství na Akademii výtvarných umění. Poté, do roku 1902, žil v Mnichově, v letech 1903 až 1914 v Paříži, kde navštěvoval Académie Holosoi. V Paříži byl též členem uměleckého okruhu kolem Café du Dôme.
Léto 1908 strávil v Meulan-en-Yvelines. Tam si od hospodského koupil dva obrazy Vincenta van Gogha: portrét majitelovy dcery Adeline Ravoux a údajně poslední van Goghův obraz Radnice v Auvers ze 14. července.
V letech 1911 a 1913 vystavoval se svým bratrancem, obchodníkem s uměním Paulem Cassirerem, v Berlíně. Jeho dcera Rachel Andrée se narodila v Paříži v roce 1912. Na začátku první světové války se oženil s matkou své dcery Cecile Houdyovou a rodina se přestěhovala do Berlína. Po válce pracoval na částečný úvazek v obchodu s uměním u svého bratrance, který vlastnil malý obchod se starožitnostmi poblíž Lützowplatz. Walter se stal odborníkem na čínské dřevotisky a porcelán. Napsal také některé umělecké recenze do časopisu Kunst und Künstler vydávaného jeho bratrancem Brunem Cassirerem. V květnu 1927 nechal vydražit svou rozsáhlou asijskou sbírku v Berlíně a v roce 1928 byla jeho stejně velká pařížská sbírka mimoevropského umění vydražena v Hôtel Drouot v Paříži.
V polovině roku 1927 založil v Berlíně týdeník Die Kunstauktion, jež byl později přejmenován na Weltkunst. Do července 1929 byl jeho redaktorem. Od března 1929 do dubna 1936 zastával funkci v dozorčí radě otcovy továrny Kabelfabrik und Drahtindustrie AG ve Vídni. Na podzim 1931 se kvůli sílícímu antisemitismu přestěhoval do Sanary-sur-Mer v jižní Francii a od roku 1933 zde trvale žil. V létě 1932 se setkal s Camille Bertronovou, která byla o 30 let mladší. Společně si otevřeli fotoateliér na Quai Marie Esmenard v Sanary. Oba fotografovali mnoho známých německých a rakouských emigrantů, kteří pobývali v Sanary a okolí v letech 1933 až 1939 (rodina Mannových aj.). V roce 1933, po nástupu nacistů, se jeho obrazy v Německu ocitly v ohrožení, a proto příbuzní zajistili jejich převoz do vídeňské rodinné továrny. Na konci roku 1934 Camille a Walter společně odcestovali do Vídně a v roce 1935 do Prahy, kde Walter namaloval portrét zesnulé manželky svého bratrance Herberta Bondyho von Bondropa. V roce 1937 se Camille a Walter vzali. Poté, co německá vojska v roce 1940 vtrhla do Francie, Walter Bondy, od mládí diabetik, přestal užívat inzulínové injekce. V důsledku toho brzy zemřel. Jeho obrazy uložené ve vídeňské továrně se ztratily neznámo kam po anšlusu Rakouska v roce 1938 a konfiskaci továrny nacisty. Nikdy nebyly objeveny, proto po světě koluje jen málo Bondyho originálů.

## Galerie

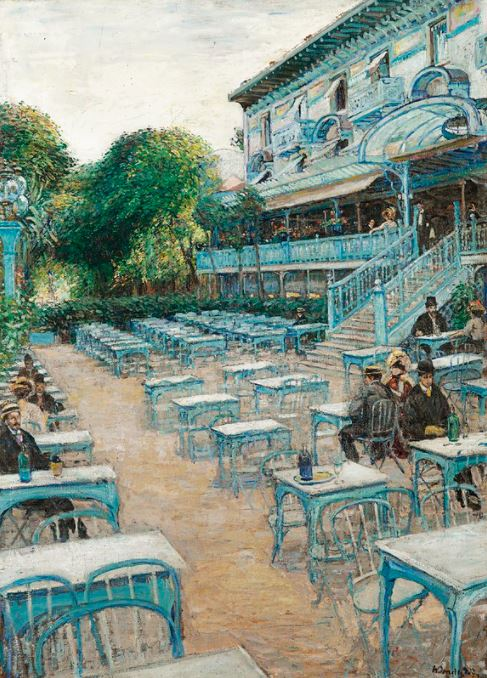
Pavilion
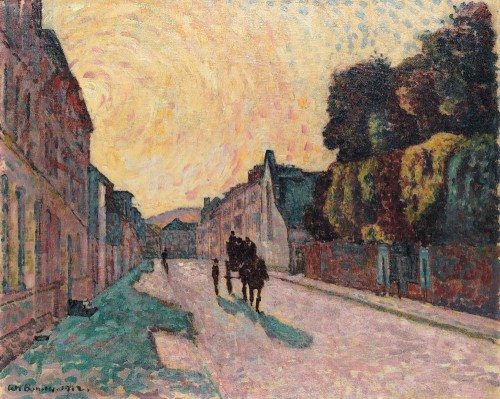
Podzimní ulice
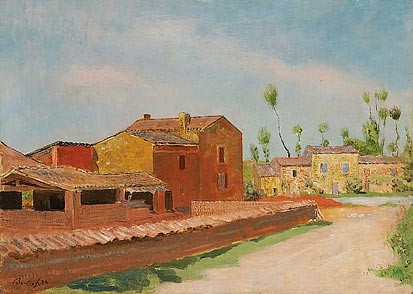
Vesnice ve Francii
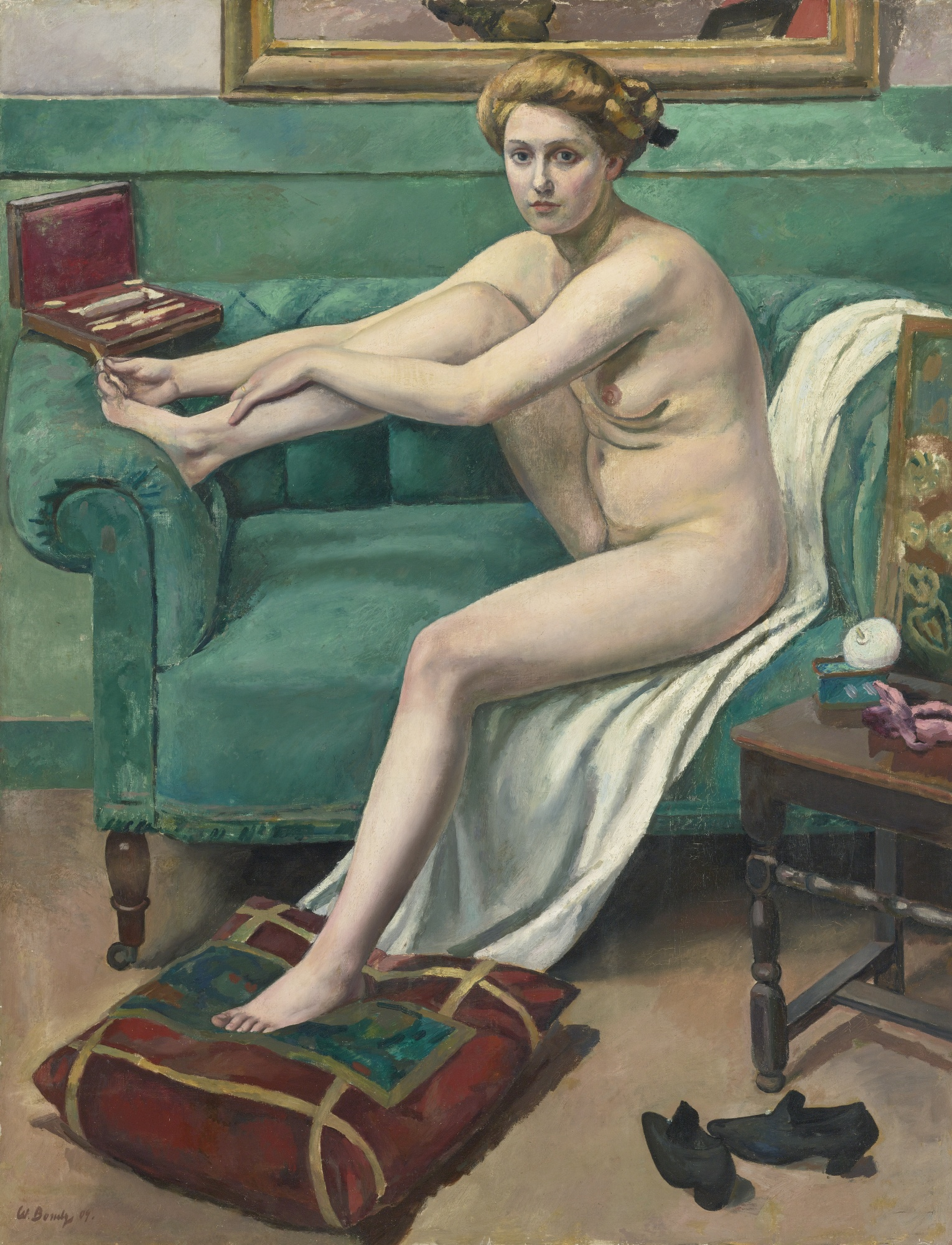
Pedikúra
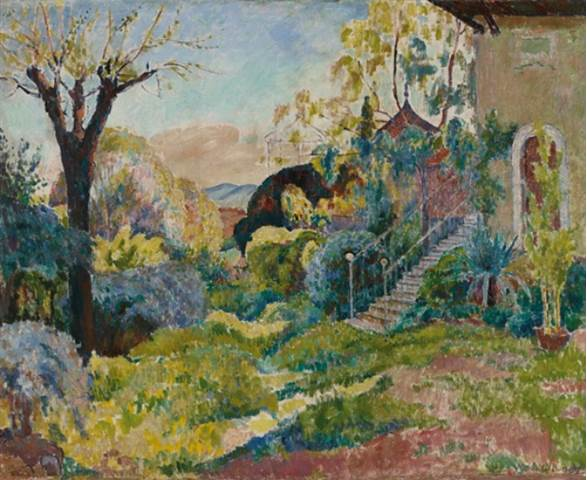
Zahrada v Provence